# Asparagus leptocladodius
Asparagus leptocladodius là một loài thực vật có hoa trong họ Măng tây. Loài này được Chiov. mô tả khoa học đầu tiên năm 1940.